# 中衛香山空港
中衛香山空港（ちゅうえいこうざんくうこう）は、中華人民共和国寧夏回族自治区中衛市沙坡頭区に位置する4C支線空港。ボーイング737、エアバスA320、CRJ200などの支線用機が発着出来る。

## 空港周辺
中衛市の西北で9km離れている。周辺には古い長城の遺跡と美利工業園区がある。

## 沿革
- 2008年3月16日 - 正式着工[3]。
- 2008年8月31日 - 滑走路やターミナルビルなどの主要施設が完成[3]。
- 2008年12月10日 - 試験飛行が成功[3]。
- 2008年12月26日 - 正式開港[1]。

## 就航航空会社と就航路線
- 天津航空（海南航空） - 西安、北京 (EMB-190)[4]
- 大韓航空 - 仁川国際空港

## 註釈・参考資料
1. 1 2 3  中衛機場（中国民用航空・航採網）
2. 1 2  中衛香山支線機場当年開工建設当年通航（人民網）
3. 1 2 3  中衛香山機場建設大事記（中衛日報）
4. ↑  中衛航班時刻表(飛友網)